# Občina Velika Polana
Občina Velika Polana (slovinsky Občina Velika Polana, maďarsky Nagypalina) je jednou z 212 občin ve Slovinsku. Nachází se v Pomurském regionu na území historického Zámuří. Občinu tvoří 3 sídla, její rozloha je 18,7 km² a k 1. lednu 2017 zde žilo 1 443 obyvatel. Správním střediskem občiny je vesnice Velika Polana.

## Členění občiny
Občina se dělí na sídla: Brezovica, Mala Polana, Velika Polana.